# 托尔托莱斯
托尔托莱斯，是西班牙卡斯蒂利亚-莱昂阿维拉省的一个市镇。总面积21平方公里，总人口110人（2001年），人口密度5人/平方公里。